# Giải quần vợt Pháp Mở rộng 2018
Giải quần vợt Pháp Mở rộng 2018, còn được biết đến với Roland Garros, là một giải quần vợt sẽ được chơi ở sân đất nện ngoài trời. Nó sẽ là lần thứ 122 tổ chức Pháp Mở rộng và là giải Grand Slam thứ 2 trong năm. Nó được diễn ra tại sân vận động Stade Roland Garros từ ngày 27 tháng 5 đến ngày 10 tháng 6 và bao gồm các tay vợt chuyên nghiệp trong các trận đấu đơn, đôi và đôi hỗn hợp. Người chơi xe lăn (khuyết tật) và trẻ cũng sẽ tham gia vào các sự kiện đơn và đôi.
Nhà vô địch Pháp Mở rộng 10 lần, Rafael Nadal, là đương kim vô địch tại nội dung đơn nam và đã vô địch danh hiệu Pháp Mở rộng lần thứ 11. Jeļena Ostapenko là đương kim vô địch nội dung đơn nữ nhưng thua ở vòng một trước Kateryna Kozlova. Simona Halep vô địch danh hiệu Grand Slam đầu tiên trong sự nghiệp của cô. Đây cũng là lần đầu tiên Pháp Mở rộng kể từ năm 1992 khi nhà vô địch của cả đơn nam và nữ đều được vô địch bởi hạt giống đầu.

## Giải đấu

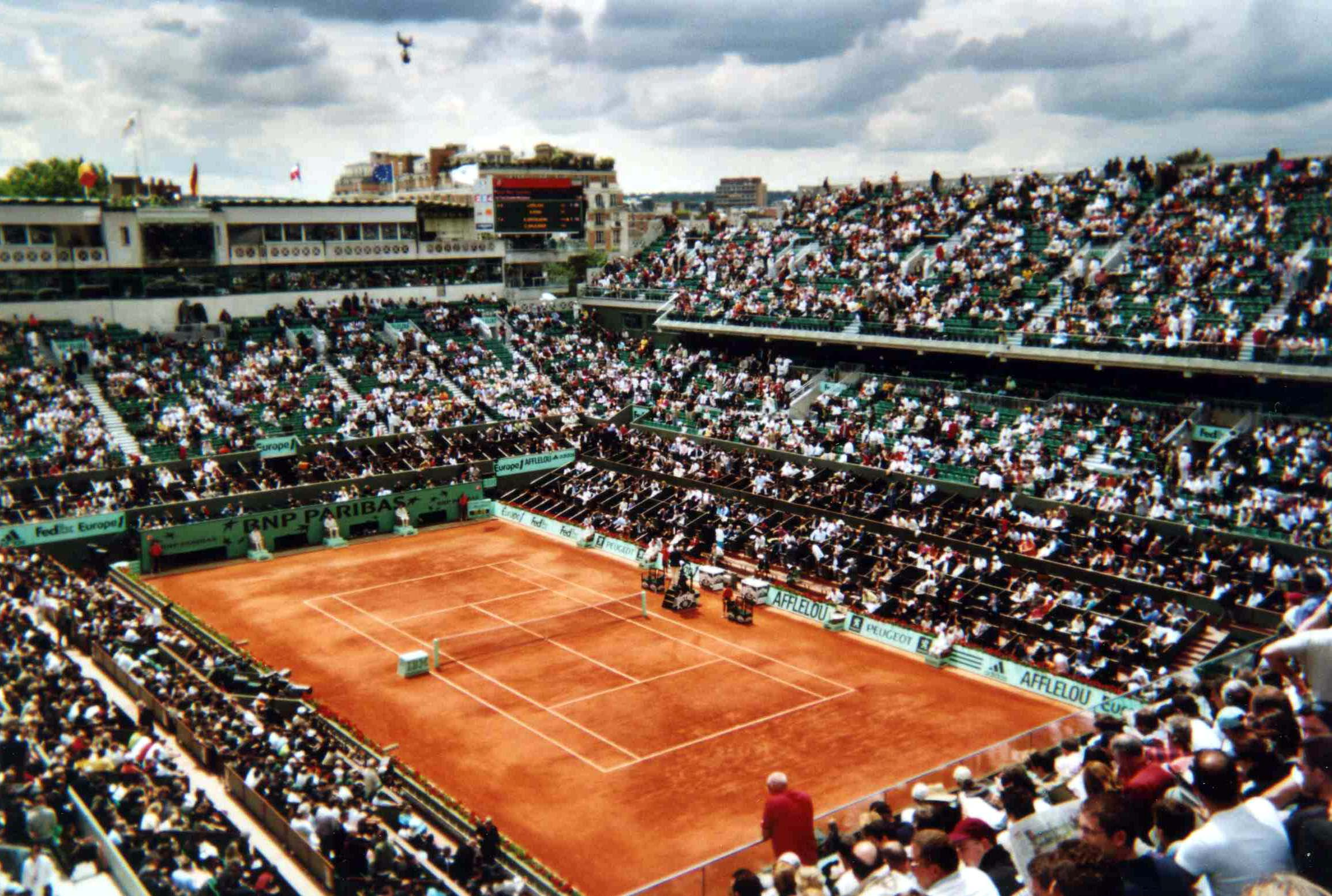
Sân Philippe Chatrier nơi điễn ra trận chung kết Pháp Mở rộng.

Giải quần vợt Pháp Mở rộng 2018 sẽ là lằn thứ 122 tổ chức Pháp Mở rộng và tổ chức tại Stade Roland Garros ở Paris. Giải lần này đưa vào sử dụng đồng hồ bấm giây mới, quy định các tay vợt phải giao bóng trong vòng 25 giây. Không áp dụng cho giải trẻ.
Giải đấu là 1 sự kiện bởi International Tennis Federation (ITF) và là 1 phần của lịch thi đấu ATP World Tour 2018 và WTA Tour 2018 thể loại Grand Slam. Giải đấu bao gồm nội dung đơn nam, đơn nữ, đôi nam, đôi nữ và đôi nam nữ.

## Điểm và tiền thưởng

### Phân phối điểm
Dưới đây là thống kê điểm xếp hạng cho mỗi hạng mục.

#### Dành cho các vận động viên chuyên nghiệp
| Sự kiện | VĐ   | CK   | BK  | TK  | 1/16 | 1/32 | 1/64 | 1/128 | Q  | Q3 | Q2 | Q1 |
| Đơn nam | 2000 | 1200 | 720 | 360 | 180  | 90   | 45   | 10    | 25 | 16 | 8  | 0  |
| Đôi nam | 2000 | 1200 | 720 | 360 | 180  | 90   | 0    | —     | —  | —  | —  | —  |
| Đơn nữ  | 2000 | 1300 | 780 | 430 | 240  | 130  | 70   | 10    | 40 | 30 | 20 | 2  |
| Đôi nữ  | 2000 | 1300 | 780 | 430 | 240  | 130  | 10   | —     | —  | —  | —  | —  |

| Hạng mục       | Vô địch | Chung kết | Bán kết/thứ 3 | Tứ kết/thứ 4 |
| Đơn            | 800     | 500       | 375           | 100          |
| Đôi            | 800     | 500       | 100           | —            |
| Khuyết tật đơn | 800     | 500       | 100           | —            |
| Khuyết tật đôi | 800     | 100       | —             | —            |

| Hạng mục    | Vô địch | Chung kết | Bán kết | Tứ kết | 1/16 | 1/32 | Q  | Q3 |
| Đơn nam trẻ | 375     | 270       | 180     | 120    | 75   | 30   | 25 | 20 |
| Đơn nữ trẻ  | 375     | 270       | 180     | 120    | 75   | 30   | 25 | 20 |
| Đôi nam trẻ | 270     | 180       | 120     | 75     | 45   | —    | —  | —  |
| Đôi nữ trẻ  | 270     | 180       | 120     | 75     | 45   | —    | —  | —  |

### Tiền thưởng
Số tiền tổng cộng cho năm 2018 là 39.197.000 EUR. Những người chiến thắng trong danh hiệu đơn nam và nữ được nhận 2.200.000 EUR, tăng 100.000 EUR so với năm 2017.

| Sự kiện       | Vô địch       | Chung kết     | Bán kết     | Tứ kết      | 1/16        | 1/32        | 1/64       | 1/128      | Q3         | Q2         | Q1        |
| Đơn           | 2.200.000 EUR | 1.120.000 EUR | 560.000 EUR | 380.000 EUR | 222.000 EUR | 130.000 EUR | 79.000 EUR | 40.000 EUR | 21.000 EUR | 11.000 EUR | 6.000 EUR |
| Đôi *         | 560.000 EUR   | 280.000 EUR   | 139.000 EUR | 76.000 EUR  | 41.000 EUR  | 22.000 EUR  | 11.000 EUR | —          | —          | —          | —         |
| Đôi hỗn hợp * | 120.000 EUR   | 60.000 EUR    | 30.000 EUR  | 17.000 EUR  | 9.500 EUR   | 4.750 EUR   | —          | —          | —          | —          | —         |
| Đơn xe lăn    | 35.000 EUR    | 17.500 EUR    | 8.500 EUR   | 4.500 EUR   | —           | —           | —          | —          | —          | —          | —         |
| Đôi xe lăn *  | 10.000 EUR    | 5.000 EUR     | 3.000 EUR   | —           | —           | —           | —          | —          | —          | —          | —         |

* mỗi đội

## Tóm tắt
Giải quần vợt Pháp Mở rộng 2018 - Đơn nam
| Vô địch                   | Vô địch                   | Á quân                     | Á quân                     |
| ------------------------- | ------------------------- | -------------------------- | -------------------------- |
| Rafael Nadal [1]          | Rafael Nadal [1]          | Dominic Thiem [7]          | Dominic Thiem [7]          |
| Thua Bán kết              |                           |                            |                            |
| Juan Martín del Potro [5] | Juan Martín del Potro [5] | Marco Cecchinato           | Marco Cecchinato           |
| Thua Tứ kết               |                           |                            |                            |
| Diego Schwartzman [11]    | Marin Čilić [3]           | Novak Djokovic [20]        | Alexander Zverev [2]       |
| Thua vòng bốn             |                           |                            |                            |
| Maximilian Marterer       | Kevin Anderson [6]        | Fabio Fognini [18]         | John Isner [9]             |
| David Goffin [8]          | Fernando Verdasco [30]    | Kei Nishikori [19]         | Karen Khachanov            |
| Thua vòng ba              |                           |                            |                            |
| Richard Gasquet [27]      | Jürgen Zopp (LL)          | Borna Ćorić                | Mischa Zverev              |
| Steve Johnson             | Kyle Edmund [16]          | Pierre-Hugues Herbert      | Albert Ramos Viñolas [31]  |
| Gaël Monfils [32]         | Pablo Carreño Busta [10]  | Roberto Bautista Agut [13] | Grigor Dimitrov [4]        |
| Matteo Berrettini         | Gilles Simon              | Lucas Pouille [15]         | Damir Džumhur [26]         |
| Thua vòng hai             |                           |                            |                            |
| Guido Pella               | Malek Jaziri              | Denis Shapovalov [24]      | Ruben Bemelmans (LL)       |
| Adam Pavlásek (Q)         | Thomas Fabbiano           | Sergiy Stakhovsky (LL)     | Pablo Cuevas               |
| Hubert Hurkacz (Q)        | Jan-Lennard Struff        | Elias Ymer (Q)             | Márton Fucsovics           |
| Horacio Zeballos          | Jérémy Chardy             | Casper Ruud (Q)            | Julien Benneteau           |
| Corentin Moutet (WC)      | Martin Kližan (Q)         | Marco Trungelliti (LL)     | Federico Delbonis          |
| Santiago Giraldo (Q)      | Jaume Munar (Q)           | Guido Andreozzi (Q)        | Jared Donaldson            |
| Stefanos Tsitsipas        | Ernests Gulbis (Q)        | Benoît Paire               | Sam Querrey [12]           |
| Cameron Norrie            | Guillermo García López    | Radu Albot                 | Dušan Lajović              |
| Thua vòng một             |                           |                            |                            |
| Simone Bolelli (LL)       | João Sousa                | Mikhail Youzhny            | Andreas Seppi              |
| John Millman              | Ryan Harrison             | Yuki Bhambri               | Jack Sock [14]             |
| Calvin Hemery (WC)        | Mirza Bašić               | Matthew Ebden              | Philipp Kohlschreiber [22] |
| Feliciano López [28]      | Florian Mayer             | Aljaž Bedene               | Paolo Lorenzi              |
| James Duckworth (PR)      | Tennys Sandgren           | Evgeny Donskoy             | Adrian Mannarino [25]      |
| Pablo Andújar (PR)        | Dudi Sela                 | Vasek Pospisil             | Alex de Minaur (WC)        |
| Noah Rubin (WC)           | Yūichi Sugita             | Peter Polansky (LL)        | Tomáš Berdych [17]         |
| Mikhail Kukushkin         | Jordan Thompson           | Leonardo Mayer             | Nicolas Mahut (WC)         |
| Robin Haase               | Ivo Karlović              | Laslo Đere                 | Elliot Benchetrit (WC)     |
| Bernard Tomic (Q)         | Marius Copil              | Thomaz Bellucci (Q)        | Jozef Kovalík (Q)          |
| Denis Istomin             | Marcos Baghdatis          | David Ferrer               | Rogério Dutra Silva (Q)    |
| Yoshihito Nishioka (PR)   | Taylor Fritz              | Nicolás Jarry              | Mohamed Safwat (LL)        |
| Ilya Ivashka (Q)          | Carlos Taberner (Q)       | Oscar Otte (LL)            | Gilles Müller [29]         |
| Maxime Janvier (WC)       | Roberto Carballés Baena   | Nikoloz Basilashvili       | Frances Tiafoe             |
| Daniil Medvedev           | Peter Gojowczyk           | Andreas Haider-Maurer (PR) | Stan Wawrinka [23]         |
| Denis Kudla (Q)           | Grégoire Barrère (WC)     | Jiří Veselý                | Ričardas Berankis          |

Giải quần vợt Pháp Mở rộng 2018 - Đơn nữ
| Vô địch                   | Vô địch                       | Á quân                   | Á quân                    |
| ------------------------- | ----------------------------- | ------------------------ | ------------------------- |
| Simona Halep [1]          | Simona Halep [1]              | Sloane Stephens [10]     | Sloane Stephens [10]      |
| Thua Bán kết              |                               |                          |                           |
| Garbiñe Muguruza [3]      | Garbiñe Muguruza [3]          | Madison Keys [13]        | Madison Keys [13]         |
| Thua Tứ kết               |                               |                          |                           |
| Angelique Kerber [12]     | Maria Sharapova [28]          | Yulia Putintseva         | Daria Kasatkina [14]      |
| Thua vòng bốn             |                               |                          |                           |
| Elise Mertens [16]        | Caroline Garcia [7]           | Lesia Tsurenko           | Serena Williams (PR)      |
| Barbora Strýcová [26]     | Mihaela Buzărnescu [31]       | Anett Kontaveit [25]     |                           |
| Thua vòng ba              |                               |                          |                           |
| Andrea Petkovic           | Daria Gavrilova [24]          | Kiki Bertens [18]        | Irina-Camelia Begu        |
| Samantha Stosur           | Magdaléna Rybáriková [19]     | Julia Görges [11]        | Karolína Plíšková [6]     |
| Kateřina Siniaková        | Wang Qiang                    | Naomi Osaka [21]         | Elina Svitolina [4]       |
| Petra Kvitová [8]         | Camila Giorgi                 | Maria Sakkari            | Pauline Parmentier (WC)   |
| Thua vòng hai             |                               |                          |                           |
| Taylor Townsend (WC)      | Bethanie Mattek-Sands (PR)    | Bernarda Pera            | Heather Watson            |
| Ana Bogdan                | Aliaksandra Sasnovich         | Zhang Shuai [27]         | Peng Shuai                |
| Fiona Ferro (WC)          | Anastasia Pavlyuchenkova [30] | Belinda Bencic           | CoCo Vandeweghe [15]      |
| Alison Van Uytvanck       | Ashleigh Barty [17]           | Donna Vekić              | Lucie Šafářová            |
| Kateryna Kozlova          | Ekaterina Makarova            | Jennifer Brady           | Petra Martić              |
| Caroline Dolehide (Q)     | Zarina Diyas                  | Rebecca Peterson (Q)     | Viktória Kužmová          |
| Lara Arruabarrena         | Alexandra Dulgheru (Q)        | Mariana Duque Mariño (Q) | Magdalena Fręch (Q)       |
| Kirsten Flipkens          | Carla Suárez Navarro [23]     | Alizé Cornet [32]        | Georgina García Pérez (Q) |
| Thua vòng một             |                               |                          |                           |
| Alison Riske              | Myrtille Georges (WC)         | Johanna Larsson          | Kristina Mladenovic [29]  |
| Sorana Cîrstea            | Elena Vesnina                 | Océane Dodin             | Varvara Lepchenko         |
| Mona Barthel              | Markéta Vondroušová           | Denisa Allertová         | Aryna Sabalenka           |
| Kristína Kučová (PR)      | Anna Karolína Schmiedlová     | Aleksandra Krunić        | Duan Yingying             |
| Svetlana Kuznetsova       | Carina Witthöft               | Yanina Wickmayer         | Polona Hercog             |
| Luksika Kumkhum           | Deborah Chiesa (Q)            | Stefanie Vögele          | Laura Siegemund           |
| Dominika Cibulková        | Isabelle Wallace (WC)         | Kristýna Plíšková        | Natalia Vikhlyantseva     |
| Richèl Hogenkamp (Q)      | Kateryna Bondarenko           | Jessika Ponchet (WC)     | Barbora Krejčíková (Q)    |
| Jeļena Ostapenko [5]      | Victoria Azarenka (PR)        | Zheng Saisai (PR)        | Kurumi Nara               |
| Johanna Konta [22]        | Amandine Hesse (WC)           | Wang Yafan               | Venus Williams [9]        |
| Sachia Vickery            | Viktorija Golubic (Q)         | Magda Linette            | Sofia Kenin               |
| Vania King (PR)           | Hsieh Su-wei                  | Francesca Schiavone (Q)  | Ajla Tomljanović          |
| Verónica Cepede Royg      | Tímea Babos                   | Christina McHale         | Madison Brengle           |
| Anastasija Sevastova [20] | Grace Min (Q)                 | Ekaterina Alexandrova    | Arantxa Rus (LL)          |
| Kaia Kanepi               | Tatjana Maria                 | Mandy Minella (PR)       | Ana Konjuh                |
| Sara Errani               | Chloé Paquet (WC)             | Dalila Jakupović (LL)    | Danielle Collins          |

## Lịch thi đấu trong ngày

### Ngày 1 (27 tháng 5)
- Hạt giống bị loại:
  - Đơn nữ:  Jeļena Ostapenko [5],  Venus Williams [9],  Johanna Konta [22]

| Trận đấu ở sân chính                                | Trận đấu ở sân chính                                | Trận đấu ở sân chính                                | Trận đấu ở sân chính                                |
| Trận đấu trên Sân Philippe Chatrier (Sân trung tâm) | Trận đấu trên Sân Philippe Chatrier (Sân trung tâm) | Trận đấu trên Sân Philippe Chatrier (Sân trung tâm) | Trận đấu trên Sân Philippe Chatrier (Sân trung tâm) |
| Sự kiện                                             | Người chiến thắng                                   | Người thua cuộc                                     | Tý số                                               |
| --------------------------------------------------- | --------------------------------------------------- | --------------------------------------------------- | --------------------------------------------------- |
| Vòng 1 đơn nam                                      | Grigor Dimitrov [4]                                 | Mohamed Safwat [LL]                                 | 6–1, 6–4, 7–6(7–1)                                  |
| Vòng 1 đơn nữ                                       | Alizé Cornet [32]                                   | Sara Errani                                         | 2–6, 6–2, 6–3                                       |
| Vòng 1 đơn nam                                      | Lucas Pouille [15]                                  | Daniil Medvedev                                     | 6–2, 6–3, 6–4                                       |
| Vòng 1 đơn nữ                                       | Kateryna Kozlova                                    | Jeļena Ostapenko [5]                                | 7–5, 6–3                                            |
| Trận đấu trên sân Suzanne Lenglen (Grandstand)      |                                                     |                                                     |                                                     |
| Sự kiện                                             | Người chiến thắng                                   | Người thua cuộc                                     | Tý số                                               |
| Vòng 1 đơn nữ                                       | Elina Svitolina [4]                                 | Ajla Tomljanović                                    | 7–5, 6–3                                            |
| Vòng 1 đơn nam                                      | Gaël Monfils [32]                                   | Elliot Benchetrit [WC]                              | 3–6, 6–1, 6–2, 6–1                                  |
| Vòng 1 đơn nữ                                       | Wang Qiang                                          | Venus Williams [9]                                  | 6–4, 7–5                                            |
| Vòng 1 đơn nam                                      | Alexander Zverev [2]                                | Ričardas Berankis                                   | 6–1, 6–1, 6–2                                       |
| Vòng 1 đơn nữ                                       | Chloe Paquet [WC] vs Pauline Parmentier [WC]        | Chloe Paquet [WC] vs Pauline Parmentier [WC]        | 6–3, 6–7(4–7), 1–3, tạm nghỉ                        |
| Trận đấu trên Sân 1                                 |                                                     |                                                     |                                                     |
| Sự kiện                                             | Người chiến thắng                                   | Người thua cuộc                                     | Tý số                                               |
| Vòng 1 đơn nữ                                       | Barbora Strýcová [26]                               | Kurumi Nara                                         | 1–6, 6–3, 6–4                                       |
| Vòng 1 đơn nam                                      | Kei Nishikori [19]                                  | Maxime Janvier [WC]                                 | 7–6(7–0), 6–4, 6–3                                  |
| Vòng 1 đơn nữ                                       | Yulia Putintseva                                    | Johanna Konta [22]                                  | 6–4, 6–3                                            |
| Vòng 1 đơn nam                                      | David Goffin [8]                                    | Robin Haase                                         | 4–6, 4–6, 6–4, 6–1, 6–0                             |

### Ngày thi 2 (28 tháng 5)
- Hạt giống bị loại:
  - Đơn nam:  Philipp Kohlschreiber [22],  Stan Wawrinka [23],  Gilles Müller [29]
  - Đơn nữ:  Anastasija Sevastova [20],  Kristina Mladenovic [29]

| Các trận trên sân chính                            | Các trận trên sân chính                            | Các trận trên sân chính                            | Các trận trên sân chính                            |
| Các trận tại Sân Philippe Chatrier (Sân trung tâm) | Các trận tại Sân Philippe Chatrier (Sân trung tâm) | Các trận tại Sân Philippe Chatrier (Sân trung tâm) | Các trận tại Sân Philippe Chatrier (Sân trung tâm) |
| Sự kiện                                            | Người chiến thắng                                  | Người thua cuộc                                    | Tỷ số                                              |
| -------------------------------------------------- | -------------------------------------------------- | -------------------------------------------------- | -------------------------------------------------- |
| Vòng 1 Đơn nữ                                      | Petra Kvitová [8]                                  | Verónica Cepede Royg                               | 3–6, 6–1, 7–5                                      |
| Vòng 1 Đơn nam                                     | Novak Djokovic [20]                                | Rogério Dutra Silva [Q]                            | 6–3, 6–4, 6–4                                      |
| Vòng 1 Đơn nữ                                      | Caroline Wozniacki [2]                             | Danielle Collins                                   | 7–6(7–2), 6–1                                      |
| Vòng 1 Đơn nam                                     | Rafael Nadal [1] vs Simone Bolelli [LL]            | Rafael Nadal [1] vs Simone Bolelli [LL]            | 6–4, 6–3, 0–3, tạm nghỉ                            |
| Các trận tại Court Suzanne Lenglen (Grandstand)    |                                                    |                                                    |                                                    |
| Sự kiện                                            | Người chiến thắng                                  | Người thua cuộc                                    | Tỷ số                                              |
| Vòng 1 Đơn nam                                     | Guillermo García López                             | Stan Wawrinka [23]                                 | 6–2, 3–6, 4–6, 7–6(7–5), 6–3                       |
| Vòng 1 Đơn nữ                                      | Pauline Parmentier [WC]                            | Chloe Paquet [WC]                                  | 3–6, 7–6(7–4), 6–2                                 |
| Vòng 1 Đơn nữ                                      | Andrea Petkovic                                    | Kristina Mladenovic [29]                           | 7–6(12–10), 6–2                                    |
| Vòng 1 Đơn nam                                     | Richard Gasquet [27]                               | Andreas Seppi                                      | 6–0, 6–2, 6–2                                      |
| Các trận tại Court 1                               |                                                    |                                                    |                                                    |
| Sự kiện                                            | Người chiến thắng                                  | Người thua cuộc                                    | Tỷ số                                              |
| Vòng 1 Đơn nam                                     | Benoît Paire                                       | Roberto Carballés Baena                            | 6–3, 6–7(3–7), 7–6(11–9), 6–1                      |
| Vòng 1 Đơn nam                                     | Dominic Thiem [7]                                  | Ilya Ivashka [Q]                                   | 6–2, 6–4, 6–1                                      |
| Vòng 1 Đơn nữ                                      | CoCo Vandeweghe [15]                               | Laura Siegemund                                    | 6–4, 6–4                                           |
| Vòng 1 Đơn nữ                                      | Karolína Plíšková [6]                              | Barbora Krejčíková [Q]                             | 7–6(8–6), 6–4                                      |

### Ngày thứ 3 (29 tháng 5)
- Hạt giống bị loại:
  - Men's Singles:  Jack Sock [14],  Adrian Mannarino [25],  Feliciano López [28]
  - Men's Doubles:  Mike Bryan /  Sam Querrey [16]

| Các trận trên sân chính                            | Các trận trên sân chính                            | Các trận trên sân chính                            | Các trận trên sân chính                            |
| Các trận tại Sân Philippe Chatrier (Sân trung tâm) | Các trận tại Sân Philippe Chatrier (Sân trung tâm) | Các trận tại Sân Philippe Chatrier (Sân trung tâm) | Các trận tại Sân Philippe Chatrier (Sân trung tâm) |
| Sự kiện                                            | Người chiến thắng                                  | Người thua cuộc                                    | Tỷ số                                              |
| -------------------------------------------------- | -------------------------------------------------- | -------------------------------------------------- | -------------------------------------------------- |
| Vòng 1 Đơn nam                                     | Marin Čilić [3]                                    | James Duckworth [PR]                               | 6–3, 7–5, 7–6(7–4)                                 |
| Vòng 1 Đơn nam                                     | Rafael Nadal [1]                                   | Simone Bolelli [LL]                                | 6–4, 6–3, 7–6(11–9)                                |
| Vòng 1 Đơn nữ                                      | Serena Williams [PR]                               | Kristýna Plíšková                                  | 7–6(7–4), 6–4                                      |
| Vòng 1 Đơn nam                                     | Jérémy Chardy vs Tomáš Berdych [17]                | Jérémy Chardy vs Tomáš Berdych [17]                | 7–6(7–5), 7–6(10–8), 1–1, tạm nghỉ                 |
| Các trận tại Court Suzanne Lenglen (Grandstand)    |                                                    |                                                    |                                                    |
| Sự kiện                                            | Người chiến thắng                                  | Người thua cuộc                                    | Tỷ số                                              |
| Vòng 1 Đơn nam                                     | Denis Shapovalov [24]                              | John Millman                                       | 7–5, 6–4, 6–2                                      |
| Vòng 1 Đơn nữ                                      | Maria Sharapova [28]                               | Richèl Hogenkamp [Q]                               | 6–1, 4–6, 6–3                                      |
| Vòng 1 Đơn nữ                                      | Caroline Garcia [7]                                | Duan Yingying                                      | 6–1, 6–0                                           |
| Vòng 1 Đơn nam                                     | Juan Martín del Potro [5]                          | Nicolas Mahut [WC]                                 | 1–6, 6–1, 6–2, 6–4                                 |
| Các trận tại Court 1                               |                                                    |                                                    |                                                    |
| Sự kiện                                            | Người chiến thắng                                  | Người thua cuộc                                    | Tỷ số                                              |
| Vòng 1 Đơn nữ                                      | Garbiñe Muguruza [3]                               | Svetlana Kuznetsova                                | 7–6(7–0), 6–2                                      |
| Vòng 1 Đơn nam                                     | Steve Johnson                                      | Adrian Mannarino [25]                              | 7–6(7–1), 6–2, 6–2                                 |
| Vòng 1 Đơn nữ                                      | Julia Görges [11]                                  | Dominika Cibulková                                 | 6–4, 5–7, 6–0                                      |
| Vòng 1 Đơn nam                                     | Leonardo Mayer vs Julien Benneteau                 | Leonardo Mayer vs Julien Benneteau                 | 6–2, 4–3, tạm nghỉ                                 |

### Ngày thứ 4 (30 tháng 5)
- Hạt giống bị loại:
  - Men's Singles:  Sam Querrey [12],  Tomáš Berdych [17]
  - Women's Singles:  Carla Suárez Navarro [23],  Alizé Cornet [32]
  - Men's Doubles:  Aisam-ul-Haq Qureshi /  Jean-Julien Rojer [7],  Ben McLachlan /  Jan-Lennard Struff [14]
  - Women's Doubles:  Ashleigh Barty /  CoCo Vandeweghe [7],  Jeļena Ostapenko /  Elena Vesnina [10],  Shuko Aoyama /  Miyu Kato [14],  Alicja Rosolska /  Abigail Spears [15]
  - Mixed Doubles:  Chan Hao-ching /  Michael Venus [6]

| Các trận trên sân chính                            | Các trận trên sân chính                            | Các trận trên sân chính                            | Các trận trên sân chính                            |
| Các trận tại Sân Philippe Chatrier (Sân trung tâm) | Các trận tại Sân Philippe Chatrier (Sân trung tâm) | Các trận tại Sân Philippe Chatrier (Sân trung tâm) | Các trận tại Sân Philippe Chatrier (Sân trung tâm) |
| Sự kiện                                            | Người chiến thắng                                  | Người thua cuộc                                    | Tỷ số                                              |
| -------------------------------------------------- | -------------------------------------------------- | -------------------------------------------------- | -------------------------------------------------- |
| Vòng 1 Đơn nữ                                      | Simona Halep [1]                                   | Alison Riske                                       | 2–6, 6–1, 6–1                                      |
| Vòng 1 Đơn nam                                     | Jérémy Chardy                                      | Tomáš Berdych [17]                                 | 7–6(7–5), 7–6(10–8), 1–6, 5–7, 6–2                 |
| Vòng 2 Đơn nam                                     | Kei Nishikori [19]                                 | Benoît Paire                                       | 6–3, 2–6, 4–6, 6–2, 6–3                            |
| Vòng 2 Đơn nữ                                      | Caroline Wozniacki [2]                             | Georgina García Pérez [Q]                          | 6–1, 6–0                                           |
| Vòng 2 Đơn nam                                     | Lucas Pouille [15] vs Cameron Norrie               | Lucas Pouille [15] vs Cameron Norrie               | 6–2, 6–4, 5–7, tạm nghỉ                            |
| Các trận tại Court Suzanne Lenglen (Grandstand)    |                                                    |                                                    |                                                    |
| Sự kiện                                            | Người chiến thắng                                  | Người thua cuộc                                    | Tỷ số                                              |
| Vòng 2 Đơn nữ                                      | Elina Svitolina [4]                                | Viktória Kužmová                                   | 6–3, 6–4                                           |
| Vòng 2 Đơn nam                                     | Novak Djokovic [20]                                | Jaume Munar [Q]                                    | 7–6(7–1), 6–4, 6–4                                 |
| Vòng 2 Đơn nam                                     | David Goffin [8]                                   | Corentin Moutet [WC]                               | 7–5, 6–0, 6–1                                      |
| Vòng 2 Đơn nữ                                      | Pauline Parmentier [WC]                            | Alizé Cornet [32]                                  | 6–7(2–7), 6–4, 6–2                                 |
| Các trận tại Court 1                               |                                                    |                                                    |                                                    |
| Sự kiện                                            | Người chiến thắng                                  | Người thua cuộc                                    | Tỷ số                                              |
| Vòng 2 Đơn nữ                                      | Petra Kvitová [8]                                  | Lara Arruabarrena                                  | 6–0, 6–4                                           |
| Vòng 1 Đơn nam                                     | Julien Benneteau                                   | Leonardo Mayer                                     | 2–6, 7–6(7–4), 6–2, 6–3                            |
| Vòng 2 Đơn nam                                     | Alexander Zverev [2]                               | Dušan Lajović                                      | 2–6, 7–5, 4–6, 6–1, 6–2                            |
| Vòng 2 Đơn nam                                     | Gaël Monfils [32]                                  | Martin Kližan [Q]                                  | 6–2, 6–4, 6–4                                      |

### Ngày thứ 5 (31 tháng 5)
- Hạt giống bị loại:
  - Men's Singles:  Denis Shapovalov [24]
  - Women's Singles:  CoCo Vandeweghe [15],  Ashleigh Barty [17],  Zhang Shuai [27],  Anastasia Pavlyuchenkova [30]
  - Men's Doubles:  Ivan Dodig /  Rajeev Ram [9]
  - Women's Doubles:  Elise Mertens /  Demi Schuurs [12]
  - Mixed Doubles:  Kateřina Siniaková /  Jamie Murray [4]

| Các trận trên sân chính                            | Các trận trên sân chính                            | Các trận trên sân chính                            | Các trận trên sân chính                            |
| Các trận tại Sân Philippe Chatrier (Sân trung tâm) | Các trận tại Sân Philippe Chatrier (Sân trung tâm) | Các trận tại Sân Philippe Chatrier (Sân trung tâm) | Các trận tại Sân Philippe Chatrier (Sân trung tâm) |
| Sự kiện                                            | Người chiến thắng                                  | Người thua cuộc                                    | Tỷ số                                              |
| -------------------------------------------------- | -------------------------------------------------- | -------------------------------------------------- | -------------------------------------------------- |
| Vòng 2 Đơn nam                                     | Marin Čilić [3]                                    | Hubert Hurkacz [Q]                                 | 6–2, 6–2, 6–7(3–7), 7–5                            |
| Vòng 2 Đơn nam                                     | Lucas Pouille [15]                                 | Cameron Norrie                                     | 6–2, 6–4, 5–7, 7–6(7–3)                            |
| Vòng 2 Đơn nữ                                      | Simona Halep [1]                                   | Taylor Townsend [WC]                               | 6–3, 6–1                                           |
| Vòng 2 Đơn nam                                     | Juan Martín del Potro [5]                          | Julien Benneteau                                   | 6–4, 6–3, 6–2                                      |
| Vòng 2 Đơn nữ                                      | Serena Williams [PR]                               | Ashleigh Barty [17]                                | 3–6, 6–3, 6–4                                      |
| Các trận tại Court Suzanne Lenglen (Grandstand)    |                                                    |                                                    |                                                    |
| Sự kiện                                            | Người chiến thắng                                  | Người thua cuộc                                    | Tỷ số                                              |
| Vòng 2 Đơn nữ                                      | Garbiñe Muguruza [3]                               | Fiona Ferro [WC]                                   | 6–4, 6–3                                           |
| Vòng 2 Đơn nam                                     | Richard Gasquet [27]                               | Malek Jaziri                                       | 6–2, 3–6, 6–3, 6–0                                 |
| Vòng 2 Đơn nam                                     | Rafael Nadal [1]                                   | Guido Pella                                        | 6–2, 6–1, 6–1                                      |
| Vòng 2 Đơn nữ                                      | Caroline Garcia [7]                                | Peng Shuai                                         | 6–4, 3–6, 6–3                                      |
| Các trận tại Court 1                               |                                                    |                                                    |                                                    |
| Sự kiện                                            | Người chiến thắng                                  | Người thua cuộc                                    | Tỷ số                                              |
| Vòng 2 Đơn nam                                     | Maximilian Marterer                                | Denis Shapovalov [24]                              | 5–7, 7–6(7–4), 7–5, 6–4                            |
| Vòng 2 Đơn nữ                                      | Maria Sharapova [28]                               | Donna Vekić                                        | 7–5, 6–4                                           |
| Vòng 2 Đơn nam                                     | Pierre-Hugues Herbert                              | Jérémy Chardy                                      | 2–6, 6–3, 6–2, 3–6, 9–7                            |

### Ngày thứ 6 (01 tháng 6)
- Hạt giống bị loại:
  - Men's Singles:  Grigor Dimitrov [4],  Pablo Carreño Busta [10],  Roberto Bautista Agut [13],  Damir Džumhur [26]
  - Women's Singles:  Elina Svitolina [4],  Naomi Osaka [21]
  - Men's Doubles:  Pablo Cuevas /  Marcel Granollers [11],  Julio Peralta /  Horacio Zeballos [15]
  - Women's Doubles:  Nadiia Kichenok /  Anastasia Rodionova [16]
  - Mixed Doubles:  Tímea Babos /  Rohan Bopanna [7]
- Lịch thi đấu Lưu trữ ngày 13 tháng 7 năm 2018 tại Wayback Machine

| Các trận trên sân chính                            | Các trận trên sân chính                                                     | Các trận trên sân chính                                                     | Các trận trên sân chính                            |
| Các trận tại Sân Philippe Chatrier (Sân trung tâm) | Các trận tại Sân Philippe Chatrier (Sân trung tâm)                          | Các trận tại Sân Philippe Chatrier (Sân trung tâm)                          | Các trận tại Sân Philippe Chatrier (Sân trung tâm) |
| Sự kiện                                            | Người chiến thắng                                                           | Người thua cuộc                                                             | Tỷ số                                              |
| -------------------------------------------------- | --------------------------------------------------------------------------- | --------------------------------------------------------------------------- | -------------------------------------------------- |
| Vòng 3 Đơn nam                                     | Alexander Zverev [2]                                                        | Damir Džumhur [26]                                                          | 6–2, 3–6, 4–6, 7–6(7–3), 7–5                       |
| Vòng 3 Đơn nữ                                      | Caroline Wozniacki [2]                                                      | Pauline Parmentier [WC]                                                     | 6–0, 6–3                                           |
| Vòng 3 Đơn nam                                     | Lucas Pouille [15] vs Karen Khachanov                                       | Lucas Pouille [15] vs Karen Khachanov                                       | 3–6, 5–7, 1–1, tạm nghỉ                            |
| Các trận tại Court Suzanne Lenglen (Grandstand)    |                                                                             |                                                                             |                                                    |
| Sự kiện                                            | Người chiến thắng                                                           | Người thua cuộc                                                             | Tỷ số                                              |
| Vòng 3 Đơn nữ                                      | Madison Keys [13]                                                           | Naomi Osaka [21]                                                            | 6–1, 7–6(9–7)                                      |
| Vòng 3 Đơn nam                                     | Novak Djokovic [20]                                                         | Roberto Bautista Agut [13]                                                  | 6–4, 6–7(6–8), 7–6(7–4), 6–2                       |
| Vòng 3 Đơn nam                                     | David Goffin [8] vs Gaël Monfils [32]                                       | David Goffin [8] vs Gaël Monfils [32]                                       | 6–7(6–8), 6–3, 3–2, tạm nghỉ                       |
| Các trận tại Court 1                               |                                                                             |                                                                             |                                                    |
| Sự kiện                                            | Người chiến thắng                                                           | Người thua cuộc                                                             | Tỷ số                                              |
| Vòng 3 Đơn nam                                     | Fernando Verdasco [30]                                                      | Grigor Dimitrov [4]                                                         | 7–6(7–4), 6–2, 6–4                                 |
| Vòng 3 Đơn nữ                                      | Mihaela Buzărnescu [31]                                                     | Elina Svitolina [4]                                                         | 6–3, 7–5                                           |
| Vòng 3 Đơn nam                                     | Dominic Thiem [7]                                                           | Matteo Berrettini                                                           | 6–3, 6–7(5–7), 6–3, 6–2                            |
| Vòng 2 Đôi nam                                     | Robin Haase / Matwé Middelkoop vs Pierre-Hugues Herbert / Nicolas Mahut [6] | Robin Haase / Matwé Middelkoop vs Pierre-Hugues Herbert / Nicolas Mahut [6] | 5–4, tạm nghỉ                                      |

### Ngày thứ 7 (02 tháng 6)
- Hạt giống bị loại:
  - Men's Singles:  Lucas Pouille [15],  Kyle Edmund [16],  Richard Gasquet [27],  Albert Ramos Viñolas [31],  Gaël Monfils [32]
  - Women's Singles:  Karolína Plíšková [6],  Petra Kvitová [8],  Julia Görges [11],  Kiki Bertens [18],  Magdaléna Rybáriková [19],  Daria Gavrilova [24]
  - Men's Doubles:  Łukasz Kubot /  Marcelo Melo [1],  Jamie Murray /  Bruno Soares [4],  Raven Klaasen /  Michael Venus [10]
  - Women's Doubles:  Latisha Chan /  Bethanie Mattek-Sands [4],  Raquel Atawo /  Anna-Lena Grönefeld [11]
  - Mixed Doubles:  Xu Yifan /  Oliver Marach [3]
- Lịch thi đấu Lưu trữ ngày 12 tháng 7 năm 2018 tại Wayback Machine

| Các trận trên sân chính                            | Các trận trên sân chính                            | Các trận trên sân chính                            | Các trận trên sân chính                            |
| Các trận tại Sân Philippe Chatrier (Sân trung tâm) | Các trận tại Sân Philippe Chatrier (Sân trung tâm) | Các trận tại Sân Philippe Chatrier (Sân trung tâm) | Các trận tại Sân Philippe Chatrier (Sân trung tâm) |
| Sự kiện                                            | Người chiến thắng                                  | Người thua cuộc                                    | Tỷ số                                              |
| -------------------------------------------------- | -------------------------------------------------- | -------------------------------------------------- | -------------------------------------------------- |
| Vòng 3 Đơn nữ                                      | Garbiñe Muguruza [3]                               | Samantha Stosur                                    | 6–0, 6–2                                           |
| Vòng 3 Đơn nam                                     | Karen Khachanov                                    | Lucas Pouille [15]                                 | 6–3, 7–5, 6–3                                      |
| Vòng 3 Đơn nữ                                      | Maria Sharapova [28]                               | Karolína Plíšková [6]                              | 6–2, 6–1                                           |
| Vòng 3 Đơn nam                                     | Rafael Nadal [1]                                   | Richard Gasquet [27]                               | 6–3, 6–2, 6–2                                      |
| Vòng 3 Đơn nam                                     | Juan Martín del Potro [5]                          | Albert Ramos Viñolas [31]                          | 7–5, 6–4, 6–1                                      |
| Các trận tại Court Suzanne Lenglen (Grandstand)    |                                                    |                                                    |                                                    |
| Sự kiện                                            | Người chiến thắng                                  | Người thua cuộc                                    | Tỷ số                                              |
| Vòng 3 Đơn nam                                     | Fabio Fognini [18]                                 | Kyle Edmund [16]                                   | 6–3, 4–6, 3–6, 6–4, 6–4                            |
| Vòng 3 Đơn nam                                     | David Goffin [8]                                   | Gaël Monfils [32]                                  | 6–7(6–8), 6–3, 4–6, 7–5, 6–3                       |
| Vòng 3 Đơn nữ                                      | Caroline Garcia [7]                                | Irina-Camelia Begu                                 | 6–1, 6–3                                           |
| Vòng 3 Đơn nữ                                      | Serena Williams [PR]                               | Julia Görges [11]                                  | 6–3, 6–4                                           |
| Các trận tại Court 1                               |                                                    |                                                    |                                                    |
| Sự kiện                                            | Người chiến thắng                                  | Người thua cuộc                                    | Tỷ số                                              |
| Vòng 3 Đơn nữ                                      | Anett Kontaveit [25]                               | Petra Kvitová [8]                                  | 7–6(8–6), 7–6(7–4)                                 |
| Vòng 3 Đơn nam                                     | Kevin Anderson [6]                                 | Mischa Zverev                                      | 6–1, 6–7(3–7), 6–3, 7–6(7–4)                       |
| Vòng 3 Đơn nam                                     | Marin Čilić [3]                                    | Steve Johnson                                      | 6–3, 6–2, 6–4                                      |
| Vòng 3 Đơn nữ                                      | Angelique Kerber [12]                              | Kiki Bertens [18]                                  | 7–6(7–4), 7–6(7–4)                                 |

### Ngày thứ 8 (03 tháng 6)
- Hạt giống bị loại:
  - Men's Singles:  David Goffin [8],  Kei Nishikori [19],  Fernando Verdasco [30]
  - Women's Singles:  Anett Kontaveit [25],  Barbora Strýcová [26],  Mihaela Buzărnescu [31]
  - Women's Doubles:  Kiki Bertens /  Johanna Larsson [9]
  - Mixed Doubles:  Andreja Klepač /  Jean-Julien Rojer [5]
- Lịch thi đấu Lưu trữ ngày 12 tháng 7 năm 2018 tại Wayback Machine

| Các trận trên sân chính                            | Các trận trên sân chính                            | Các trận trên sân chính                            | Các trận trên sân chính                            |
| Các trận tại Sân Philippe Chatrier (Sân trung tâm) | Các trận tại Sân Philippe Chatrier (Sân trung tâm) | Các trận tại Sân Philippe Chatrier (Sân trung tâm) | Các trận tại Sân Philippe Chatrier (Sân trung tâm) |
| Sự kiện                                            | Người chiến thắng                                  | Người thua cuộc                                    | Tỷ số                                              |
| -------------------------------------------------- | -------------------------------------------------- | -------------------------------------------------- | -------------------------------------------------- |
| Vòng 4 Đơn nữ                                      | Madison Keys [13]                                  | Mihaela Buzărnescu [31]                            | 6–1, 6–4                                           |
| Vòng 4 Đơn nam                                     | Dominic Thiem [7]                                  | Kei Nishikori [19]                                 | 6–2, 6–0, 5–7, 6–4                                 |
| Vòng 4 Đơn nữ                                      | Sloane Stephens [10]                               | Anett Kontaveit [25]                               | 6–2, 6–0                                           |
| Vòng 4 Đơn nam                                     | Novak Djokovic [20]                                | Fernando Verdasco [30]                             | 6–3, 6–4, 6–2                                      |
| Các trận tại Court Suzanne Lenglen (Grandstand)    |                                                    |                                                    |                                                    |
| Sự kiện                                            | Người chiến thắng                                  | Người thua cuộc                                    | Tỷ số                                              |
| Vòng 4 Đơn nam                                     | Alexander Zverev [2]                               | Karen Khachanov                                    | 4–6, 7–6(7–4), 2–6, 6–3, 6–3                       |
| Vòng 4 Đơn nữ                                      | Yulia Putintseva                                   | Barbora Strýcová [26]                              | 6–4, 6–3                                           |
| Vòng 4 Đơn nam                                     | Marco Cecchinato                                   | David Goffin [8]                                   | 7–5, 4–6, 6–0, 6–3                                 |
| Vòng 4 Đơn nữ                                      | Daria Kasatkina [14] vs Caroline Wozniacki [2]     | Daria Kasatkina [14] vs Caroline Wozniacki [2]     | 7–6(7–5), 3–3, tạm nghỉ                            |
| Các trận tại Court 1                               |                                                    |                                                    |                                                    |
| Sự kiện                                            | Người chiến thắng                                  | Người thua cuộc                                    | Tỷ số                                              |
| Vòng 3 Đôi nữ                                      | Chan Hao-ching [8] Yang Zhaoxuan [8]               | Sorana Cîrstea Sara Sorribes Tormo                 | 6–2, 6–4                                           |
| Vòng 3 Đôi nam                                     | Máximo González Nicolás Jarry                      | Calvin Hemery [Alt] Stéphane Robert [Alt]          | 7–5, 6–3                                           |
| Vòng 2 Đôi nam                                     | Pierre-Hugues Herbert [6] Nicolas Mahut [6]        | Robin Haase Matwé Middelkoop                       | 7–5, 7–6(8–6)                                      |
| Vòng 3 Đôi nữ                                      | Andreja Klepač [3] María José Martínez Sánchez [3] | Serena Williams [WC] Venus Williams [WC]           | 6–4, 6–7(4–7), 6–0                                 |

### Ngày thứ 9 (04 tháng 6)
- Hạt giống bị loại:
  - Men's Singles:  Kevin Anderson [6],  John Isner [9],  Fabio Fognini [18]
  - Women's Singles:  Caroline Wozniacki [2],  Caroline Garcia [7],  Elise Mertens [16]
  - Men's Doubles:  Henri Kontinen /  John Peers [3]
  - Women's Doubles:  Gabriela Dabrowski /  Xu Yifan [5],  Nicole Melichar /  Květa Peschke [13]
- Lịch thi đấu Lưu trữ ngày 12 tháng 7 năm 2018 tại Wayback Machine

| Các trận trên sân chính                            | Các trận trên sân chính                            | Các trận trên sân chính                            | Các trận trên sân chính                            |
| Các trận tại Sân Philippe Chatrier (Sân trung tâm) | Các trận tại Sân Philippe Chatrier (Sân trung tâm) | Các trận tại Sân Philippe Chatrier (Sân trung tâm) | Các trận tại Sân Philippe Chatrier (Sân trung tâm) |
| Sự kiện                                            | Người chiến thắng                                  | Người thua cuộc                                    | Tỷ số                                              |
| -------------------------------------------------- | -------------------------------------------------- | -------------------------------------------------- | -------------------------------------------------- |
| Vòng 4 Đơn nữ                                      | Simona Halep [1]                                   | Elise Mertens [16]                                 | 6–2, 6–1                                           |
| Vòng 4 Đơn nữ                                      | Daria Kasatkina [14]                               | Caroline Wozniacki [2]                             | 7–6(7–5), 6–3                                      |
| Vòng 4 Đơn nam                                     | Rafael Nadal [1]                                   | Maximilian Marterer                                | 6–3, 6–2, 7–6(7–4)                                 |
| Vòng 4 Đơn nữ                                      | Maria Sharapova [28]                               | Serena Williams [PR]                               | Walkover                                           |
| Vòng 4 Đơn nam                                     | Marin Čilić [3]                                    | Fabio Fognini [18]                                 | 6–4, 6–1, 3–6, 6–7(4–7), 6–3                       |
| Các trận tại Court Suzanne Lenglen (Grandstand)    |                                                    |                                                    |                                                    |
| Sự kiện                                            | Người chiến thắng                                  | Người thua cuộc                                    | Tỷ số                                              |
| Vòng 4 Đơn nam                                     | Diego Schwartzman [11]                             | Kevin Anderson [6]                                 | 1–6, 2–6, 7–5, 7–6(7–0), 6–2                       |
| Vòng 4 Đơn nữ                                      | Angelique Kerber [12]                              | Caroline Garcia [7]                                | 6–2, 6–3                                           |
| Vòng 4 Đơn nam                                     | Juan Martín del Potro [5]                          | John Isner [9]                                     | 6–4, 6–4, 6–4                                      |
| Các trận tại Court 1                               |                                                    |                                                    |                                                    |
| Sự kiện                                            | Người chiến thắng                                  | Người thua cuộc                                    | Tỷ số                                              |
| Tứ kết Đôi nam                                     | Feliciano López [12] Marc López [12]               | Henri Kontinen [3] John Peers [3]                  | 6–4, 6–7(2–7), 7–6(7–3)                            |
| Vòng 3 Đôi nữ                                      | Tímea Babos [1] Kristina Mladenovic [1]            | Nicole Melichar [13] Květa Peschke [13]            | 4–6, 6–2, 7–5                                      |
| Vòng 3 Đôi nam                                     | Pierre-Hugues Herbert [6] Nicolas Mahut [6]        | Steve Johnson Jack Sock                            | 6–4, 6–3                                           |
| Vòng 4 Đơn nữ                                      | Garbiñe Muguruza [3]                               | Lesia Tsurenko                                     | 2–0, retired                                       |

### Ngày thứ 10 (05 tháng 6)
- Hạt giống bị loại:
  - Men's Singles:  Alexander Zverev [2],  Novak Djokovic [20]
  - Women's Singles:  Daria Kasatkina [14]
  - Men's Doubles:  Juan Sebastián Cabal /  Robert Farah [5],  Rohan Bopanna /  Édouard Roger-Vasselin [13]
  - Women's Doubles:  Andreja Klepač /  María José Martínez Sánchez [3]
- Lịch thi đấu

| Các trận trên sân chính                            | Các trận trên sân chính                            | Các trận trên sân chính                            | Các trận trên sân chính                            |
| Các trận tại Sân Philippe Chatrier (Sân trung tâm) | Các trận tại Sân Philippe Chatrier (Sân trung tâm) | Các trận tại Sân Philippe Chatrier (Sân trung tâm) | Các trận tại Sân Philippe Chatrier (Sân trung tâm) |
| Sự kiện                                            | Người chiến thắng                                  | Người thua cuộc                                    | Tỷ số                                              |
| -------------------------------------------------- | -------------------------------------------------- | -------------------------------------------------- | -------------------------------------------------- |
| Tứ kết Đơn nam                                     | Dominic Thiem [7]                                  | Alexander Zverev [2]                               | 6–4, 6–2, 6–1                                      |
| Tứ kết Đơn nữ                                      | Sloane Stephens [10]                               | Daria Kasatkina [14]                               | 6–3, 6–1                                           |
| Các trận tại Court Suzanne Lenglen (Grandstand)    |                                                    |                                                    |                                                    |
| Sự kiện                                            | Người chiến thắng                                  | Người thua cuộc                                    | Tỷ số                                              |
| Tứ kết Đơn nữ                                      | Madison Keys [13]                                  | Yulia Putintseva                                   | 7–6(7–5), 6–4                                      |
| Tứ kết Đơn nam                                     | Marco Cecchinato                                   | Novak Djokovic [20]                                | 6–3, 7–6(7–4), 1–6, 7–6(13–11)                     |
| Các trận tại Court 1                               |                                                    |                                                    |                                                    |
| Sự kiện                                            | Người chiến thắng                                  | Người thua cuộc                                    | Tỷ số                                              |
| Tứ kết Đôi nam                                     | Oliver Marach [2] Mate Pavić [2]                   | Juan Sebastián Cabal [5] Robert Farah [5]          | 3–6, 6–4, 6–3                                      |
| Tứ kết Đôi nữ                                      | Barbora Krejčíková [6] Kateřina Siniaková [6]      | Andreja Klepač [3] María José Martínez Sánchez [3] | 6–3, 6–3                                           |
| Bán kết Đôi nam nữ                                 | Gabriela Dabrowski [1] Mate Pavić [1]              | Katarina Srebotnik Santiago González               | 6–4, 6–4                                           |
| Tứ kết Đôi nam                                     | Nikola Mektić [8] Alexander Peya [8]               | Rohan Bopanna [13] Édouard Roger-Vasselin [13]     | 7–6(7–4), 6–2                                      |

### Ngày thứ 11 (06 tháng 6)
- Hạt giống bị loại:
  - Women's Singles:  Angelique Kerber [12],  Maria Sharapova [28]
  - Women's Doubles:  Tímea Babos /  Kristina Mladenovic [1]
  - Mixed Doubles:  Anna-Lena Grönefeld /  Robert Farah [8]
- Lịch thi đấu

| Các trận trên sân chính                            | Các trận trên sân chính                            | Các trận trên sân chính                            | Các trận trên sân chính                            |
| Các trận tại Sân Philippe Chatrier (Sân trung tâm) | Các trận tại Sân Philippe Chatrier (Sân trung tâm) | Các trận tại Sân Philippe Chatrier (Sân trung tâm) | Các trận tại Sân Philippe Chatrier (Sân trung tâm) |
| Sự kiện                                            | Người chiến thắng                                  | Người thua cuộc                                    | Tỷ số                                              |
| -------------------------------------------------- | -------------------------------------------------- | -------------------------------------------------- | -------------------------------------------------- |
| Tứ kết Đơn nữ                                      | Garbiñe Muguruza [3]                               | Maria Sharapova [28]                               | 6–2, 6–1                                           |
| Tứ kết Đơn nam                                     | Rafael Nadal [1] vs Diego Schwartzman [11]         | Rafael Nadal [1] vs Diego Schwartzman [11]         | 4–6, 5–3, tạm nghỉ                                 |
| Các trận tại Court Suzanne Lenglen (Grandstand)    |                                                    |                                                    |                                                    |
| Sự kiện                                            | Người chiến thắng                                  | Người thua cuộc                                    | Tỷ số                                              |
| Tứ kết Đơn nữ                                      | Simona Halep [1]                                   | Angelique Kerber [12]                              | 6–7(2–7), 6–3, 6–2                                 |
| Tứ kết Đơn nam                                     | Marin Čilić [3] vs Juan Martín del Potro [6]       | Marin Čilić [3] vs Juan Martín del Potro [6]       | 6–6(5–5), tạm nghỉ                                 |
| Các trận tại Court 1                               |                                                    |                                                    |                                                    |
| Sự kiện                                            | Người chiến thắng                                  | Người thua cuộc                                    | Tỷ số                                              |
| Legends Over 45 Doubles                            | Mansour Bahrami Fabrice Santoro                    | Mikael Pernfors Mats Wilander                      | 6–2, 6–4                                           |
| Tứ kết Đôi nam                                     | Pierre-Hugues Herbert [6] Nicolas Mahut [6]        | Máximo González Nicolás Jarry                      | 6–4, 7–6(10–8)                                     |
| Tứ kết Đôi nữ                                      | Eri Hozumi Makoto Ninomiya                         | Tímea Babos [1] Kristina Mladenovic [1]            | 7–6(7–4), 6–3                                      |
| Tứ kết Đôi nữ                                      | Andrea Sestini Hlaváčková [2] Barbora Strýcová [2] | Lara Arruabarrena Katarina Srebotnik               | 6–3, 6–1                                           |

### Ngày thứ 12 (07 tháng 6)
- Hạt giống bị loại:
  - Men's Singles:  Marin Čilić [3],  Diego Schwartzman [11]
  - Women's Singles:  Garbiñe Muguruza [3],  Madison Keys [13]
  - Men's Doubles:  Nikola Mektić /  Alexander Peya [8]
  - Mixed Doubles:  Gabriela Dabrowski /  Mate Pavić [1]
- Lịch thi đấu Lưu trữ ngày 12 tháng 6 năm 2018 tại Wayback Machine

| Các trận trên sân chính                            | Các trận trên sân chính                            | Các trận trên sân chính                            | Các trận trên sân chính                            |
| Các trận tại Sân Philippe Chatrier (Sân trung tâm) | Các trận tại Sân Philippe Chatrier (Sân trung tâm) | Các trận tại Sân Philippe Chatrier (Sân trung tâm) | Các trận tại Sân Philippe Chatrier (Sân trung tâm) |
| Sự kiện                                            | Người chiến thắng                                  | Người thua cuộc                                    | Tỷ số                                              |
| -------------------------------------------------- | -------------------------------------------------- | -------------------------------------------------- | -------------------------------------------------- |
| Tứ kết Đơn nam                                     | Rafael Nadal [1]                                   | Diego Schwartzman [11]                             | 4–6, 6–3, 6–2, 6–2                                 |
| Bán kết Đơn nữ                                     | Simona Halep [1]                                   | Garbiñe Muguruza [3]                               | 6–1, 6–4                                           |
| Bán kết Đơn nữ                                     | Sloane Stephens [10]                               | Madison Keys [13]                                  | 6–4, 6–4                                           |
| Các trận tại Court Suzanne Lenglen (Grandstand)    |                                                    |                                                    |                                                    |
| Sự kiện                                            | Người chiến thắng                                  | Người thua cuộc                                    | Tỷ số                                              |
| Tứ kết Đơn nam                                     | Juan Martín del Potro [5]                          | Marin Čilić [3]                                    | 7–6(7–5), 5–7, 6–3, 7–5                            |
| Mixed Doubles Final                                | Latisha Chan [2] Ivan Dodig [2]                    | Gabriela Dabrowski [1] Mate Pavić [1]              | 6–1, 6–7(5–7), [10–8]                              |
| Men's Doubles Semifinals                           | Pierre-Hugues Herbert [6] Nicolas Mahut [6]        | Nikola Mektić [8] Alexander Peya [8]               | 6–3, 6–4                                           |
| Các trận tại Court 1                               |                                                    |                                                    |                                                    |
| Sự kiện                                            | Người chiến thắng                                  | Người thua cuộc                                    | Tỷ số                                              |
| Women's Legends Doubles                            | Kim Clijsters Nathalie Tauziat                     | Iva Majoli Arantxa Sánchez Vicario                 | 6–2, 6–4                                           |
| Women's Legends Doubles                            | Nathalie Dechy Amélie Mauresmo                     | Conchita Martínez Sandrine Testud                  | 6–2, 6–7(5–7), [10–7]                              |
| Legends Over 45 Doubles                            | Sergi Bruguera Younes El Aynaoui                   | Michael Chang Henri Leconte                        | 6–4, 6–3                                           |
| Legends Over 45 Doubles                            | Arnaud Boetsch Pat Cash                            | Mikael Pernfors Mats Wilander                      | 5–7, retired                                       |

### Ngày thứ 13 (08 tháng 6)
- Seeds out:
  - Men's Singles:  Juan Martín del Potro [5]
  - Men's Doubles:  Feliciano López /  Marc López [12]
  - Women's Doubles:  Andrea Sestini Hlaváčková /  Barbora Strýcová [2],  Chan Hao-ching /  Yang Zhaoxuan [8]
- Schedule of play Lưu trữ ngày 12 tháng 6 năm 2018 tại Wayback Machine

| Các trận trên sân chính                            | Các trận trên sân chính                            | Các trận trên sân chính                            | Các trận trên sân chính                            |
| Các trận tại Sân Philippe Chatrier (Sân trung tâm) | Các trận tại Sân Philippe Chatrier (Sân trung tâm) | Các trận tại Sân Philippe Chatrier (Sân trung tâm) | Các trận tại Sân Philippe Chatrier (Sân trung tâm) |
| Event                                              | Winner                                             | Loser                                              | Score                                              |
| -------------------------------------------------- | -------------------------------------------------- | -------------------------------------------------- | -------------------------------------------------- |
| Men's Singles Semifinals                           | Dominic Thiem [7]                                  | Marco Cecchinato                                   | 7–5, 7–6(12–10), 6–1                               |
| Men's Singles Semifinals                           | Rafael Nadal [1]                                   | Juan Martín del Potro [5]                          | 6–4, 6–1, 6–2                                      |
| Các trận tại Court Suzanne Lenglen (Grandstand)    |                                                    |                                                    |                                                    |
| Event                                              | Winner                                             | Loser                                              | Score                                              |
| Legends Over 45 Doubles                            | Mansour Bahrami Fabrice Santoro                    | Arnaud Boetsch Pat Cash                            | 6–3, 2–6, [10–7]                                   |
| Men's Doubles Semifinals                           | Oliver Marach [2] Mate Pavić [2]                   | Feliciano López [8] Marc López [8]                 | 6–4, 7–5                                           |
| Women's Doubles Semifinals                         | Eri Hozumi Makoto Ninomiya                         | Chan Hao-ching [8] Yang Zhaoxuan [8]               | 6–2, 6–2                                           |
| Women's Doubles Semifinals                         | Barbora Krejčíková [6] Kateřina Siniaková [6]      | Andrea Sestini Hlaváčková [2] Barbora Strýcová [2] | 6–3, 6–2                                           |
| Các trận tại Court 1                               |                                                    |                                                    |                                                    |
| Event                                              | Winner                                             | Loser                                              | Score                                              |
| Women's Legends Doubles                            | Marion Bartoli Martina Navratilova                 | Iva Majoli Arantxa Sánchez Vicario                 | 6–3, 6–3                                           |
| Women's Legends Doubles                            | Nathalie Dechy Amélie Mauresmo                     | Tracey Austin Lindsay Davenport                    | 6–2, 6–2                                           |
| Legends Under 45 Doubles                           | Sébastien Grosjean Michaël Llodra                  | James Blake Mark Philippoussis                     | 6–2, 6–2                                           |

### Ngày thứ 14 (09 tháng 6)
- Seeds out:
  - Women's Singles:  Sloane Stephens [10]
  - Men's Doubles:  Oliver Marach /  Mate Pavić [2]
- Schedule of play Lưu trữ ngày 12 tháng 6 năm 2018 tại Wayback Machine

| Các trận trên sân chính                            | Các trận trên sân chính                            | Các trận trên sân chính                            | Các trận trên sân chính                            |
| Các trận tại Sân Philippe Chatrier (Sân trung tâm) | Các trận tại Sân Philippe Chatrier (Sân trung tâm) | Các trận tại Sân Philippe Chatrier (Sân trung tâm) | Các trận tại Sân Philippe Chatrier (Sân trung tâm) |
| Event                                              | Winner                                             | Loser                                              | Score                                              |
| -------------------------------------------------- | -------------------------------------------------- | -------------------------------------------------- | -------------------------------------------------- |
| Women's Singles Final                              | Simona Halep [1]                                   | Sloane Stephens [10]                               | 3–6, 6–4, 6–1                                      |
| Men's Doubles Final                                | Pierre-Hugues Herbert [6] Nicolas Mahut [6]        | Oliver Marach [2] Mate Pavić [2]                   | 6–2, 7–6(7–4)                                      |
| Các trận tại Court Suzanne Lenglen (Grandstand)    |                                                    |                                                    |                                                    |
| Event                                              | Winner                                             | Loser                                              | Score                                              |
| Women's Legends Doubles Final                      | Nathalie Dechy Amélie Mauresmo                     | Kim Clijsters Nathalie Tauziat                     | 6–7(4–7), 6–4, [15–13]                             |
| Legends Under 45 Doubles                           | Àlex Corretja Juan Carlos Ferrero                  | Sébastien Grosjean Michaël Llodra                  | 6–4, 6–2                                           |

### Ngày thứ 15 (10 tháng 6)
- Seeds out:
  - Men's Singles:  Dominic Thiem [7]
- Schedule of play Lưu trữ ngày 12 tháng 6 năm 2018 tại Wayback Machine

| Các trận trên sân chính                            | Các trận trên sân chính                            | Các trận trên sân chính                            | Các trận trên sân chính                            |
| Các trận tại Sân Philippe Chatrier (Sân trung tâm) | Các trận tại Sân Philippe Chatrier (Sân trung tâm) | Các trận tại Sân Philippe Chatrier (Sân trung tâm) | Các trận tại Sân Philippe Chatrier (Sân trung tâm) |
| Event                                              | Winner                                             | Loser                                              | Score                                              |
| -------------------------------------------------- | -------------------------------------------------- | -------------------------------------------------- | -------------------------------------------------- |
| Women's Doubles Final                              | Barbora Krejčíková [6] Kateřina Siniaková [6]      | Eri Hozumi Makoto Ninomiya                         | 6–3, 6–3                                           |
| Men's Singles Final                                | Rafael Nadal [1]                                   | Dominic Thiem [7]                                  | 6–4, 6–3, 6–2                                      |
| Các trận tại Court Suzanne Lenglen (Grandstand)    |                                                    |                                                    |                                                    |
| Event                                              | Winner                                             | Loser                                              | Score                                              |
| Legends Over 45 Doubles Final                      | Mansour Bahrami Fabrice Santoro                    | John McEnroe Cédric Pioline                        | 6–1, 2–6, [12–10]                                  |
| Legends Under 45 Doubles Final                     | Àlex Corretja Juan Carlos Ferrero                  | Yevgeny Kafelnikov Marat Safin                     | 6–3, 6–3                                           |

## Hạt giống đơn
Sau đây là những tay vợt hạt giống và những tay vợt đáng chú ý đã rút lui trước giải đấu. Hạt giống dựa trên bảng xếp hạng ATP và WTA tính đến ngày 21 tháng 5 năm 2018. Thứ hạng và điểm trước là vào ngày 28 tháng 5 năm 2018.

### Đơn nam
| Hạt giống | Xếp hạng | Tay vợt               | Điểm trước thi đấu | Điểm bảo vệ | Điểm thắng | Điểm sau thi đấu | Kết quả                                |
| --------- | -------- | --------------------- | ------------------ | ----------- | ---------- | ---------------- | -------------------------------------- |
| 1         | 1        | Rafael Nadal          | 8.770              | 2.000       | 2.000      | 8.770            | Vô địch, đánh bại Dominic Thiem [7]    |
| 2         | 3        | Alexander Zverev      | 5.615              | 10          | 360        | 5.965            | Tứ kết, thua Dominic Thiem [7]         |
| 3         | 4        | Marin Čilić           | 4.950              | 360         | 360        | 4.950            | Tứ kết, thua Juan Martín del Potro [5] |
| 4         | 5        | Grigor Dimitrov       | 4.870              | 90          | 90         | 4.870            | Vòng 3, thua Fernando Verdasco [30]    |
| 5         | 6        | Juan Martín del Potro | 4.450              | 90          | 720        | 5.080            | Bán kết, thua Rafael Nadal [1]         |
| 6         | 7        | Kevin Anderson        | 3.635              | 180         | 180        | 3.635            | Vòng 4, thua Diego Schwartzman [11]    |
| 7         | 8        | Dominic Thiem         | 3.355              | 720         | 1.200      | 3.835            | Á quân, thua Rafael Nadal [1]          |
| 8         | 9        | David Goffin          | 3.020              | 90          | 180        | 3.110            | Vòng 4, thua Marco Cecchinato          |
| 9         | 10       | John Isner            | 2.980              | 90          | 180        | 3.070            | Vòng 4, thua Juan Martín del Potro [5] |
| 10        | 11       | Pablo Carreño Busta   | 2.415              | 360         | 90         | 2.145            | Vòng 3, thua Marco Cecchinato          |
| 11        | 12       | Diego Schwartzman     | 2.165              | 90          | 360        | 2.435            | Tứ kết, thua Rafael Nadal [1]          |
| 12        | 15       | Sam Querrey           | 2.095              | 10          | 45         | 2.130            | Vòng 2, thua Gilles Simon              |
| 13        | 13       | Roberto Bautista Agut | 2.120              | 180         | 90         | 1.985            | Vòng 3, thua Novak Djokovic [20]       |
| 14        | 14       | Jack Sock             | 2.110              | 10          | 10         | 2.110            | Vòng 1, thua Jürgen Zopp [LL]          |
| 15        | 16       | Lucas Pouille         | 2.030              | 90          | 90         | 2.030            | Vòng 3, thua Karen Khachanov           |
| 16        | 17       | Kyle Edmund           | 1.950              | 90          | 90         | 1.950            | Vòng 3, thua Fabio Fognini [18]        |
| 17        | 20       | Tomáš Berdych         | 1.750              | 45          | 10         | 1.715            | Vòng 1, thua Jérémy Chardy             |
| 18        | 18       | Fabio Fognini         | 1.940              | 90          | 180        | 2.030            | Vòng 4, thua Marin Čilić [3]           |
| 19        | 21       | Kei Nishikori         | 1.710              | 360         | 180        | 1.530            | Vòng 4, thua Dominic Thiem [7]         |
| 20        | 22       | Novak Djokovic        | 1.665              | 360         | 360        | 1.665            | Tứ kết, thua Marco Cecchinato          |
| 21        | 23       | Nick Kyrgios          | 1.630              | 45          | 0          | 1.585            | Rút lui do chấn thương khuỷu tay       |
| 22        | 24       | Philipp Kohlschreiber | 1.620              | 10          | 10         | 1.620            | Vòng 1, thua Borna Ćorić               |
| 23        | 30       | Stan Wawrinka         | 1.400              | 1.200       | 10         | 210              | Vòng 1, thua Guillermo García López    |
| 24        | 25       | Denis Shapovalov      | 1.573              | (10)†       | 45         | 1.608            | Vòng 2, thua Maximilian Marterer       |
| 25        | 26       | Adrian Mannarino      | 1.535              | 10          | 10         | 1.535            | Vòng 1, thua Steve Johnson             |
| 26        | 29       | Damir Džumhur         | 1.415              | 10          | 90         | 1.495            | Vòng 3, thua Alexander Zverev [2]      |
| 27        | 32       | Richard Gasquet       | 1.395              | 90          | 90         | 1.395            | Vòng 3, thua Rafael Nadal [1]          |
| 28        | 33       | Feliciano López       | 1.375              | 90          | 10         | 1.295            | Vòng 1, thua Sergiy Stakhovsky [LL]    |
| 29        | 34       | Gilles Müller         | 1.300              | 10          | 10         | 1.300            | Vòng 1, thua Ernests Gulbis [Q]        |
| 30        | 35       | Fernando Verdasco     | 1.280              | 180         | 180        | 1.280            | Vòng 4, thua Novak Djokovic [20]       |
| 31        | 36       | Albert Ramos Viñolas  | 1.260              | 180         | 90         | 1.170            | Vòng 3, thua Juan Martín del Potro [5] |
| 32        | 37       | Gaël Monfils          | 1.220              | 180         | 90         | 1.130            | Vòng 3, thua David Goffin [8]          |

#### Tay vợt rút lui khỏi giải đấu
| Xếp hạng | Tay vợt          | Điểm trước | Điểm bảo vệ | Điểm sau | Lý do rút lui            |
| -------- | ---------------- | ---------- | ----------- | -------- | ------------------------ |
| 2        | Roger Federer    | 8.670      | 0           | 8.670    | Thay đổi kế hoạch        |
| 19       | Chung Hyeon      | 1.755      | 90          | 1.665    | Chấn thương cổ chân      |
| 27       | Filip Krajinović | 1.506      | (15)†       | 1.491    | Chấn thương chân         |
| 28       | Milos Raonic     | 1.435      | 180         | 1.255    | Chấn thương đầu gối phải |
| 31       | Andrey Rublev    | 1.397      | 26          | 1.371    | Chấn thương lưng         |

† The player did not qualify for the tournament in 2017. Accordingly, points for his 18th best result are deducted instead.

### Đơn nữ
| Hạt giống | Xếp hạng | Tay vợt                  | Điểm trước thi đấu | Điểm bảo vệ | Điểm thắng | Điểm sau thi đấu | Kết quả                                |
| --------- | -------- | ------------------------ | ------------------ | ----------- | ---------- | ---------------- | -------------------------------------- |
| 1         | 1        | Simona Halep             | 7.270              | 1.300       | 2.000      | 7.970            | Vô địch, đánh bại Sloane Stephens [10] |
| 2         | 2        | Caroline Wozniacki       | 6.935              | 430         | 240        | 6.745            | Vòng 4, thua Daria Kasatkina [14]      |
| 3         | 3        | Garbiñe Muguruza         | 6.010              | 240         | 780        | 6.550            | Bán kết, thua Simona Halep [1]         |
| 4         | 4        | Elina Svitolina          | 5.505              | 430         | 130        | 5.205            | Vòng 3, thua Mihaela Buzărnescu [31]   |
| 5         | 5        | Jeļena Ostapenko         | 5.382              | 2.000       | 10         | 3.392            | Vòng 1, thua Kateryna Kozlova          |
| 6         | 6        | Karolína Plíšková        | 5.335              | 780         | 130        | 4.685            | Vòng 3, thua Maria Sharapova [28]      |
| 7         | 7        | Caroline Garcia          | 5.160              | 430         | 240        | 4.970            | Vòng 4, thua Angelique Kerber [12]     |
| 8         | 8        | Petra Kvitová            | 4.550              | 70          | 130        | 4.610            | Vòng 3, thua Anett Kontaveit [25]      |
| 9         | 9        | Venus Williams           | 4.201              | 240         | 10         | 3.971            | Vòng 1, thua Wang Qiang                |
| 10        | 10       | Sloane Stephens          | 4.164              | (1)†        | 1.300      | 5.463            | Á quân, thua Simona Halep [1]          |
| 11        | 11       | Julia Görges             | 3.090              | 10          | 130        | 3.210            | Vòng 3, thua Serena Williams [PR]      |
| 12        | 12       | Angelique Kerber         | 3.040              | 10          | 430        | 3.460            | Tứ kết, thua Simona Halep [1]          |
| 13        | 13       | Madison Keys             | 2.826              | 70          | 780        | 3.536            | Bán kết, thua Sloane Stephens [10]     |
| 14        | 14       | Daria Kasatkina          | 2.825              | 130         | 430        | 3.125            | Tứ kết, thua Sloane Stephens [10]      |
| 15        | 15       | CoCo Vandeweghe          | 2.533              | 10          | 70         | 2.593            | Vòng 2, thua Lesia Tsurenko            |
| 16        | 16       | Elise Mertens            | 2.525              | 130         | 240        | 2.635            | Vòng 4, thua Simona Halep [1]          |
| 17        | 17       | Ashleigh Barty           | 2.360              | 10          | 70         | 2.420            | Vòng 2, thua Serena Williams [PR]      |
| 18        | 22       | Kiki Bertens             | 2.030              | 70          | 130        | 2.090            | Vòng 3, thua Angelique Kerber [12]     |
| 19        | 18       | Magdaléna Rybáriková     | 2.225              | 70+140      | 130+55     | 2.200            | Vòng 3, thua Lesia Tsurenko            |
| 20        | 19       | Anastasija Sevastova     | 2.225              | 130         | 10         | 2.105            | Vòng 1, thua Mariana Duque Mariño [Q]  |
| 21        | 20       | Naomi Osaka              | 2.150              | 10          | 130        | 2.270            | Vòng 3, thua Madison Keys [13]         |
| 22        | 21       | Johanna Konta            | 2.050              | 10          | 10         | 2.050            | Vòng 1, thua Yulia Putintseva          |
| 23        | 23       | Carla Suárez Navarro     | 1.876              | 240         | 70         | 1.706            | Vòng 2, thua Maria Sakkari             |
| 24        | 25       | Daria Gavrilova          | 1.690              | 10          | 130        | 1.810            | Vòng 3, thua Elise Mertens [16]        |
| 25        | 24       | Anett Kontaveit          | 1.765              | 70          | 240        | 1.935            | Vòng 4, thua Sloane Stephens [10]      |
| 26        | 26       | Barbora Strýcová         | 1.660              | 70          | 240        | 1.830            | Vòng 4, thua Yulia Putintseva          |
| 27        | 27       | Zhang Shuai              | 1.605              | 130         | 70         | 1.545            | Vòng 2, thua Irina-Camelia Begu        |
| 28        | 30       | Maria Sharapova          | 1.513              | 0           | 430        | 1.943            | Tứ kết, thua Garbiñe Muguruza [3]      |
| 29        | 31       | Kristina Mladenovic      | 1.446              | 430         | 10         | 1.026            | Vòng 1, thua Andrea Petkovic           |
| 30        | 28       | Anastasia Pavlyuchenkova | 1.596              | 70          | 70         | 1.596            | Vòng 2, thua Samantha Stosur           |
| 31        | 33       | Mihaela Buzărnescu       | 1.383              | (80)†       | 240        | 1.543            | Vòng 4, thua Madison Keys [13]         |
| 32        | 34       | Alizé Cornet             | 1.350              | 240         | 70         | 1.180            | Vòng 2, thua Pauline Parmentier [WC]   |

† The player did not qualify for the tournament in 2017. Accordingly, points for her 16th best result are deducted instead.

#### Tay vợt rút lui khỏi giải đấu
| Xếp hạng | Tay vợt             | Điểm trước | Điểm bảo vệ | Điểm sau | Lý do rút lui    |
| -------- | ------------------- | ---------- | ----------- | -------- | ---------------- |
| 29       | Agnieszka Radwańska | 1.525      | 130         | 1.395    | Chấn thương lưng |

## Hạt giống đôi
| Đội                   | Đội                    | Xếp hạng1 | Hạt giống |
| --------------------- | ---------------------- | --------- | --------- |
| Łukasz Kubot          | Marcelo Melo           | 5         | 1         |
| Oliver Marach         | Mate Pavić             | 5         | 2         |
| Henri Kontinen        | John Peers             | 15        | 3         |
| Jamie Murray          | Bruno Soares           | 23        | 4         |
| Juan Sebastián Cabal  | Robert Farah           | 24        | 5         |
| Pierre-Hugues Herbert | Nicolas Mahut          | 37        | 6         |
| Aisam-ul-Haq Qureshi  | Jean-Julien Rojer      | 42        | 7         |
| Nikola Mektić         | Alexander Peya         | 44        | 8         |
| Ivan Dodig            | Rajeev Ram             | 45        | 9         |
| Raven Klaasen         | Michael Venus          | 46        | 10        |
| Pablo Cuevas          | Marcel Granollers      | 47        | 11        |
| Feliciano López       | Marc López             | 48        | 12        |
| Rohan Bopanna         | Édouard Roger-Vasselin | 52        | 13        |
| Ben McLachlan         | Jan-Lennard Struff     | 61        | 14        |
| Julio Peralta         | Horacio Zeballos       | 71        | 15        |
| Mike Bryan            | Sam Querrey            | 74        | 16        |

| Đội                       | Đội                         | Xếp hạng1 | Hạt giống |
| ------------------------- | --------------------------- | --------- | --------- |
| Tímea Babos               | Kristina Mladenovic         | 12        | 1         |
| Andrea Sestini Hlaváčková | Barbora Strýcová            | 13        | 2         |
| Andreja Klepač            | María José Martínez Sánchez | 26        | 3         |
| Latisha Chan              | Bethanie Mattek-Sands       | 28        | 4         |
| Gabriela Dabrowski        | Xu Yifan                    | 28        | 5         |
| Barbora Krejčíková        | Kateřina Siniaková          | 34        | 6         |
| Ashleigh Barty            | CoCo Vandeweghe             | 38        | 7         |
| Chan Hao-ching            | Yang Zhaoxuan               | 38        | 8         |
| Kiki Bertens              | Johanna Larsson             | 42        | 9         |
| Jeļena Ostapenko          | Elena Vesnina               | 47        | 10        |
| Raquel Atawo              | Anna-Lena Grönefeld         | 50        | 11        |
| Elise Mertens             | Demi Schuurs                | 53        | 12        |
| Nicole Melichar           | Květa Peschke               | 53        | 13        |
| Shuko Aoyama              | Miyu Kato                   | 84        | 14        |
| Alicja Rosolska           | Abigail Spears              | 84        | 15        |
| Nadiia Kichenok           | Anastasia Rodionova         | 91        | 16        |

### Đôi hỗn hợp
| Đội                 | Đội               | Xếp hạng1 | Hạt giống |
| ------------------- | ----------------- | --------- | --------- |
| Gabriela Dabrowski  | Mate Pavić        | 12        | 1         |
| Latisha Chan        | Ivan Dodig        | 17        | 2         |
| Xu Yifan            | Oliver Marach     | 19        | 3         |
| Kateřina Siniaková  | Jamie Murray      | 21        | 4         |
| Andreja Klepač      | Jean-Julien Rojer | 23        | 5         |
| Chan Hao-ching      | Michael Venus     | 26        | 6         |
| Tímea Babos         | Rohan Bopanna     | 28        | 7         |
| Anna-Lena Grönefeld | Robert Farah      | 31        | 8         |

- 1 Bảng xếp hạng vào ngày 21 tháng 5 năm 2018.

## Đặc cách vào vòng đấu chính
Những tay vợt sau đây sẽ được đưa vào tham gia giải đấu chính thức qua đặc cách dựa trên lựa chọn nội bộ và các màn trình diễn gần đây.
| - Grégoire Barrère - Elliot Benchetrit - Alex de Minaur - Calvin Hemery - Maxime Janvier - Nicolas Mahut - Corentin Moutet - Noah Rubin | - Fiona Ferro - Myrtille Georges - Amandine Hesse - Chloé Paquet - Pauline Parmentier - Jessika Ponchet - Taylor Townsend - Isabelle Wallace |

| - Geoffrey Blancaneaux / Constant Lestienne - Benjamin Bonzi / Grégoire Jacq - Jérémy Chardy / Daniel Nestor - Corentin Denolly / Alexandre Müller - Hugo Gaston / Clément Tabur - Antoine Hoang / Ugo Humbert - Florian Lakat / Arthur Rinderknech | - Tessah Andrianjafitrimo / Fiona Ferro - Manon Arcangioli / Shérazad Reix - Clara Burel / Diane Parry - Sara Cakarevic / Jessika Ponchet - Amandine Hesse / Pauline Parmentier - Virginie Razzano / Jade Suvrijn - Serena Williams / Venus Williams |

### Đôi hỗn hợp
- Tessah Andrianjafitrimo /  Ugo Humbert
- Sara Cakarevic /  Alexandre Müller
- Fiona Ferro /  Evan Furness
- Kristina Mladenovic /  Alexis Musialek
- Chloé Paquet /  Benoît Paire
- Pauline Parmentier /  Grégoire Barrère

## Vòng loại
| Vượt qua vòng loại đơn nam 1. Adam Pavlásek 2. Ilya Ivashka 3. Thomaz Bellucci 4. Ernests Gulbis 5. Casper Ruud 6. Rogério Dutra Silva 7. Denis Kudla 8. Santiago Giraldo 9. Guido Andreozzi 10. Martin Kližan 11. Jaume Munar 12. Bernard Tomic 13. Elias Ymer 14. Jozef Kovalík 15. Hubert Hurkacz 16. Carlos Taberner | Vượt qua vòng loại đơn nữ 1. Richèl Hogenkamp 2. Rebecca Peterson 3. Deborah Chiesa 4. Caroline Dolehide 5. Magdalena Fręch 6. Viktorija Golubic 7. Mariana Duque Mariño 8. Barbora Krejčíková 9. Georgina García Pérez 10. Francesca Schiavone 11. Grace Min 12. Alexandra Dulgheru |

## Bảo toàn thứ hạng
The following players were accepted directly into the main draw using a protected ranking:
| Đơn nam - Pablo Andújar - James Duckworth - Andreas Haider-Maurer - Yoshihito Nishioka | Đơn nữ - Victoria Azarenka - Vania King - Kristína Kučová - Bethanie Mattek-Sands - Mandy Minella - Serena Williams - Zheng Saisai |

## Rút lui
The following players were accepted directly into the main draw, but withdrew with injuries or other reasons.
| Đơn nam Trước giải đấu - Chung Hyeon → thay thế bởi Sergiy Stakhovsky - Steve Darcis → thay thế bởi Matteo Berrettini - Alexandr Dolgopolov → thay thế bởi Simone Bolelli - Roger Federer → thay thế bởi Laslo Đere - Nicolás Kicker → thay thế bởi Oscar Otte - Filip Krajinović → thay thế bởi Jürgen Zopp - Nick Kyrgios → thay thế bởi Marco Trungelliti - Lu Yen-hsun → thay thế bởi Ruben Bemelmans - Andy Murray → thay thế bởi Cameron Norrie - Milos Raonic → thay thế bởi James Duckworth - Andrey Rublev → thay thế bởi Peter Polansky - Cedrik-Marcel Stebe → thay thế bởi Thomas Fabbiano - Viktor Troicki → thay thế bởi Mohamed Safwat - Jo-Wilfried Tsonga → thay thế bởi Pablo Andújar | Đơn nữ Trước giải đấu - Timea Bacsinszky → thay thế bởi Dalila Jakupović - Catherine Bellis → thay thế bởi Viktória Kužmová - Beatriz Haddad Maia → thay thế bởi Yanina Wickmayer - Monica Niculescu → thay thế bởi Arantxa Rus - Monica Puig → thay thế bởi Duan Yingying - Agnieszka Radwańska → thay thế bởi Mandy Minella Trong giải đấu - Serena Williams |

## Bỏ cuộc
| Đơn nam - Marcos Baghdatis - Peter Gojowczyk | Đơn nữ - Lesia Tsurenko |

## Nhà vô địch

### Chuyên nghiệp

#### Đơn nam
- Rafael Nadal đánh bại  Dominic Thiem, 6-4, 6-3, 6-2

#### Đơn nữ
- Simona Halep đánh bại  Sloane Stephens, 3-6, 6-4, 6-1

#### Đôi nam
- Pierre-Hugues Herbert /  Nicolas Mahut đánh bại  Oliver Marach /  Mate Pavić, 6-2, 7-6(7-4)

#### Đôi nữ
- Barbora Krejčíková /  Kateřina Siniaková đánh bại  Eri Hozumi /  Makoto Ninomiya, 6-3, 6-3

#### Đôi hỗn hợp
- Latisha Chan /  Ivan Dodig đánh bại  Gabriela Dabrowski /  Mate Paviċ, 6-1, 6-7(5-7), [10-8]

### Trẻ

#### Đơn nam trẻ
- Tseng Chun-hsin đánh bại  Sebastián Báez, 7-6(7-5), 6-2

#### Đơn nữ trẻ
- Cori Gauff đánh bại  Caty McNally, 1-6, 6-3, 7-6(7-1)

#### Đôi nam trẻ
- Ondřej Štyler /  Naoki Tajima đánh bại  Ray Ho /  Tseng Chun-hsin, 6-4, 6-4

#### Đôi nữ trẻ
- Caty McNally /  Iga Świątek đánh bại  Yuki Naito /  Naho Sato, 6-2, 7-5

### Sự kiện xe lăn

#### Đơn nam xe lăn
- Shingo Kunieda đánh bại  Gustavo Fernández, 7-6(7-5), 6-0

#### Đơn nữ xe lăn
- Yui Kamiji đánh bại  Diede de Groot, 2-6, 6-0, 6-2

#### Đôi nam xe lăn
- Stéphane Houdet /  Nicolas Peifer đánh bại  Frédéric Cattaneo /  Stefan Olsson, 6-1, 7-6(7-5)

#### Đôi nữ xe lăn
- Diede de Groot /  Aniek van Koot đánh bại  Marjolein Buis /  Yui Kamiji, 6-1, 6-3

### Sự kiện khác

#### Đôi huyền thoại dưới 45
- Àlex Corretja /  Juan Carlos Ferrero đánh bại  Yevgeny Kafelnikov /  Marat Safin, 6-3, 6-3

#### Đôi huyền thoại trên 45
- Mansour Bahrami /  Fabrice Santoro đánh bại  John McEnroe /  Cédric Pioline, 6–1, 2–6, [12–10]

#### Đôi nữ huyền thoại
- Nathalie Dechy /  Amélie Mauresmo đánh bại  Kim Clijsters /  Nathalie Tauziat, 6-7(4-7), 6-4, [15-13]